# Petrozavodsk
Petrozavodsk (rus Петрозаво́дск; carelià/finès: Petroskoi) és la capital de la República de Carèlia, Rússia, amb una població de 266,160 (Cens rus (2002)). Es troba al marge oriental del Llac Onega en uns 27 kilòmetres. La ciutat té l'aeroport de Bessovets.

## Història
La ciutat fou fundada l'11 de setembre de 1703 pel príncep Aleksandr Ménxikov en nom de Pere I de Rússia com a Petróvskaia slobodà. Cap al 1717 ja tenia 3.500 habitants, i constituí un important centre comercial a la zona. El 1920 fou constituïda com a capital de la RSSA de Carèlia.